# Grete Hermann
Pour les articles homonymes, voir Hermann.
Grete (Henry-) Hermann, née le 2 mars 1901 à Brême, où elle meurt le 15 février 1984, est une mathématicienne et philosophe allemande connue pour ses travaux en mathématiques, en physique, en philosophie et en éducation. Elle a d'abord été remarquée pour son travail philosophique sur les fondements de la mécanique quantique et est à présent surtout connue pour une réfutation d'un théorème de John von Neumann sur l'absence de variable cachée. Ce théorème a eu une forte influence sur le développement de la mécanique quantique, sa contestation par Hermann étant restée presque inconnue pendant des décennies.

## Mathématiques
Grete Hermann étudie les mathématiques à l'université de Göttingen sous la direction d'Emmy Noether. Sa thèse, Die Frage der endlich vielen Schritte in der Theorie der Polynomideale ("La question du nombre fini d’étapes dans la théorie des idéaux polynomiaux") ,, est l'article fondateur du calcul formel moderne.  Elle fut la première à établir l'existence d'algorithmes (avec majoration de leur complexité) pour de nombreux problèmes basiques d'algèbre générale, comme l'appartenance à un idéal d'un anneau de polynômes. Son algorithme de décomposition en idéaux primaires est encore utilisé de nos jours.

## Assistante de Leonard Nelson
De 1925 à 1927, Grete Hermann travaille comme assistante de Leonard Nelson,. Elle fit avec Minna Specht, en 1932, une édition posthume du travail de Nelson System der philosophischen Ethik und Pädagogik, tout en poursuivant ses propres recherches.

## Mécanique quantique
Comme philosophe, Grete Hermann s'intéressait en particulier aux fondements de la physique. « En 1934, elle se rendit à Leipzig dans la ferme intention de réconcilier une conception néokantienne de la causalité avec la nouvelle mécanique quantique. À Leipzig, elle eut beaucoup de discussions avec Weizsäcker et Heisenberg. » On connaît la teneur de son travail de cette période, avec un accent mis sur la distinction entre prédictibilité et causalité, par trois de ses publications, par la description ultérieure de leurs échanges de vues qu'en fit Weizsäcker et par la discussion sur le travail de Hermann dans le chapitre 10 de La Partie et le Tout de Heisenberg. Son Die naturphilosophischen Grundlagen der Quantenmechanik, publié depuis le Danemark, a été cité comme « l'un des premiers et des meilleurs traitements philosophiques sur la nouvelle mécanique quantique ». Dans cet essai, elle conclut :
« The theory of quantum mechanics forces us […] to drop the assumption of the absolute character of knowledge about nature, and to deal with the principle of causality independently of this assumption. Quantum mechanics has therefore not contradicted the law of causality at all, but has clarified it and has removed from it other principles which are not necessarily connected to it. »
En 1935, Grete Hermann publie un argument démontrant une faille apparente dans une preuve de 1932 d'un théorème de von Neumann. Ce théorème a pourtant continué d'être largement invoqué pour affirmer qu'une théorie quantique à variables cachées était impossible, car le résultat de Hermann est resté ignoré de la communauté des physiciens, jusqu'à ce que John Stewart Bell le redécouvre indépendamment et le publie en 1966, et que Max Jammer signale en 1974 l'antériorité de Hermann. Certains ont spéculé sur le développement historique très différent qu'aurait pu avoir la mécanique quantique si la critique de Grete Hermann n'était pas restée presque ignorée pendant des décennies ; en particulier, elle aurait pu mettre en question l'acceptation claire de l'interprétation de Copenhague, en fournissant une base crédible pour le développement ultérieur de théories à variables cachées non locales.
En 2010, Jeffrey Bub publie un argument selon lequel Bell (donc aussi Hermann) aurait mal interprété la preuve de von Neumann : Bub affirme qu'en réalité, von Neumann n'essayait pas de prouver l'impossibilité absolue de variables cachées et que sa preuve n'a finalement pas de faille.
La critique De Bub a elle-même été contestée (cfr. N. David Mermin1 · Rüdiger Schack2, 2018)...
En juin 1936, Grete Hermann reçoit, avec Eduard May (de) et Thilo Vogel, le prix Richard Avenarius,.

## Engagement anti-nazi
Après l'arrivée au pouvoir en Allemagne d'Adolf Hitler en 1933, Grete Hermann participa à la résistance allemande au nazisme. Elle est notamment membre de l'Internationaler Sozialistischer Kampfbund.

## Émigration et années suivantes
En 1936, Grete Hermann quitte l'Allemagne pour le Danemark, puis la France et l'Angleterre. Durant cette période, elle s'intéresse davantage à la politique et à la philosophie qu'à la physique et aux mathématiques.
Après la guerre, en 1946, elle rentre en Allemagne. Elle est nommée professeure de philosophie et de physique à la Pädagogische Hochschule Bremen (de) (École de formation des enseignants de Brême) et joue un rôle important au sein de la GEW (Gewerkschaft Erziehung und Wissenschaft : Syndicat de l'éducation et de la science). De 1961 à 1978, elle fut présidente de la PPA (Philosophisch-Politische Akademie (de) : Académie philosophico-politique), une organisation fondée par Leonard Nelson en 1922 et orientée vers l'éducation, la justice sociale, l'action politique responsable et ses fondements philosophiques.